# 세효각
세효각(世孝閣)은 경상북도 안동시 남선면 신석2리에 있다. 2014년 4월 3일 안동시의 문화유산 제94호로 지정되었다.